# Sankowskya stipularis
Sankowskya stipularis là một loài thực vật có hoa trong họ Picrodendraceae. Loài này được P.I.Forst. miêu tả khoa học đầu tiên năm 1995.